# منتخب تركيا تحت 21 سنة لكرة القدم للسيدات
منتخب تركيا تحت 21 سنة لكرة القدم للسيدات هو ممثل تركيا الرسمي في المنافسات الدولية في كرة القدم في فئة كرة قدم تحت 21 سنة للسيدات، يديريه اتحاد تركيا لكرة القدم.